# Leon Bahner
Leon Bahner (* 16. Juli 1995 in Mönchengladbach) ist ein deutscher Basketballspieler. Er stand zuletzt bei den Gießen 46ers Rackelos in der 2. Bundesliga ProB unter Vertrag.

## Laufbahn
Bahner wurde in Mönchengladbach geboren und wuchs in Bonn auf. Er spielte als Jugendlicher Fußball und ab der Altersstufe U16 dann Basketball beim Nachwuchs der Telekom Baskets Bonn. 2013 wechselte er zum RSV Eintracht Stahnsdorf in die 2. Bundesliga ProB und ging nach einer Saison in die Vereinigten Staaten.
Er studierte Finanzwesen in Kalifornien an der San José State University, in deren Basketballmannschaft er auch spielte. In der Saison 2014/15 kam er in neun Spielen zum Einsatz, ehe er sich eine Knöchelverletzung zuzog, sodass er bis zum Ende des Spieljahres nicht mehr spielen konnte. Bis 2016 absolvierte Bahner insgesamt 35 Einsätze in der NCAA und verbuchte im Schnitt 1,8 Punkte sowie 2,8 Rebounds pro Partie.
Nach zwei Jahren in den USA entschloss er sich zur Rückkehr nach Deutschland und unterschrieb im August 2016 einen Vertrag bei den Hamburg Towers aus der 2. Bundesliga ProA. Er wurde darüber hinaus mit einer Doppellizenz für Hamburgs Kooperationspartner SC Rist Wedel (2. Bundesliga ProB) ausgestattet. Im Laufe der Saison 2016/17 musste er monatelang aufgrund eines Außenbandrisses im Knöchel und eines Syndesmoseanrisses pausieren. Seine Saisonbilanz 2016/17 sah folgendermaßen aus: Für Hamburg erzielte er in neun ProA-Spielen im Schnitt zwei Punkte sowie 2,7 Rebounds, für Wedel waren es in 14 ProB-Einsätzen Mittelwerte von 8,2 Punkten, 8,4 Rebounds sowie 1,5 geblockten gegnerischen Würfen.
Zur Saison 2017/18 wechselte Bahner zum ProB-Ligisten Artland Dragons nach Quakenbrück und kam in diesem Spieljahr auf Mittelwerte von 9,9 Punkten, sechs Rebounds sowie 1,1 geblockten gegnerischen Würfen pro Einsatz (27 Spiele). In der Sommerpause 2018 schloss er sich den Gießen 46ers Rackelos (ebenfalls 2. Bundesliga ProB) an. Für die Mittelhessen bestritt er sieben Spiele, im Laufe der Saison 2018/19 kam es zur Trennung.